# Опен Воргорда RR
Опен Воргорда RR (швед. Open de Suède Vårgårda RR) — шоссейная однодневная велогонка, проходящая по территории Швеции с 2006 года.

## История
Гонка была создана в 2006 году и сразу вошла в календарь Женского мирового шоссейного кубка UCI в котором проводилась до упразднения Кубка в 2015 году.
С 2008 году в Воргорде стала проводиться ещё одна гонка, но в формате командной гонки — Опен Воргорда TTT.
После упразднения Кубка мира в 2016 году вошла календарь только что созданного созданного Женского мирового тура UCI.
В 2019 году возник план объединить с 2021 года обе Воргордские гонки вместе с Женским Туром Норвегии в десятидневную гонку Битва за Север которая должна проходить по территории скандинавских стран Дании, Швеции и Норвегии. В 2021 году Воргорда отказался от этого плана, и обе её гонки продолжали существовать независимо друг от друга.
В 2020 году гонка была отменена из-за пандемии COVID-19. А в 2021 году не состоялась из-за финансовых проблем.
Обе Воргордовские гонки проводятся с интервалом в два дня, но в произвольном порядке. Так как обе гонки имеют одинаковое название для их различия в конце названия добавляют английскую аббревиатуру их форматов: RR (англ. Road Race) — групповая гонка и TTT (англ. Team Time Trial) — командная гонка.

## Маршрут

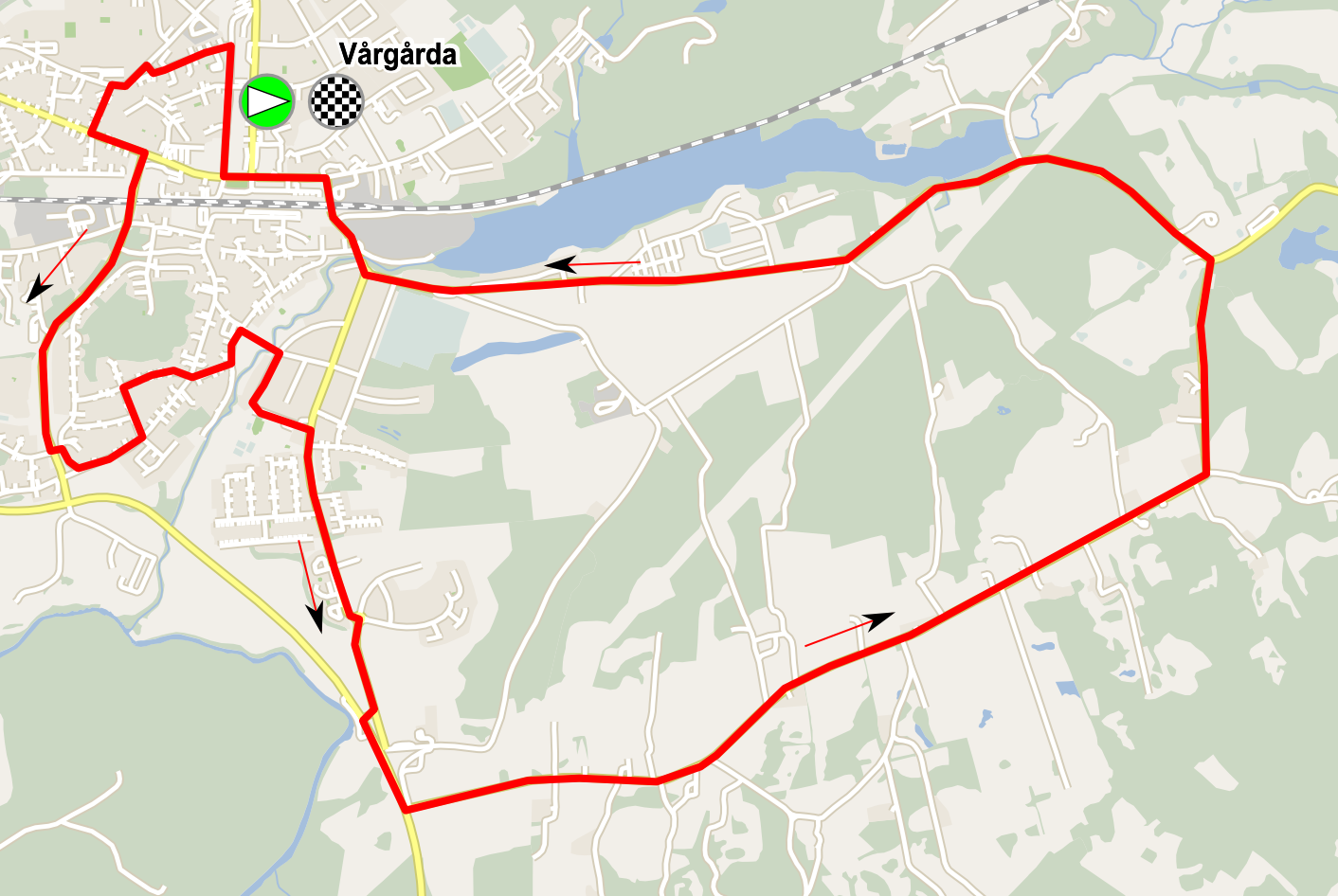
Основной круг протяжённостью 11,5 км

Гонка стартует и финиширует в Воргорде на родине братьев Петтерсон. Изначально маршрут представлял собой круг протяжённость 11,5 км в окрестностях города который включал в себя извилистые и сужающиеся дороги, крутые повороты, постоянные неровности и один короткий, но крутой подъём. Всего этот круг проходили 11-12 раз.
С 2015 года за счёт сокращения прохождения основного круга до 8 раз стали добавлять петлю протяжённость от 35 до 65 км по территории коммуны Воргорда, которая включает до пяти участков с гравийно-булыжным покрытием.
Общая протяжённость дистанции составляет от 125 до 145 км.

## Призёры
| Год  | Победитель          | Второй             | Третий            |          |
| ---- | ------------------- | ------------------ | ----------------- | -------- |
| 2006 | Сюзанн Юнгског      | Николь Кук         | Моника Холлер     |          |
| 2007 | Хантал Белтман      | Карин Тюриг        | Ноэми Кантеле     |          |
| 2008 | Кори Келли-Зеехафер | Кимберли Андерсон  | Шарлотта Беккер   |          |
| 2009 | Марианна Вос        | Кирстен Вилд       | Эмма Юханссон     |          |
| 2010 | Кирстен Вилд        | Адри Виссер        | Эмма Юханссон     |          |
| 2011 | Аннемик ван Влётен  | Эллен Ван Дейк     | Николь Кук        |          |
| 2012 | Ирис Слаппендел     | Ханка Купфернагель | Марианна Вос      |          |
| 2013 | Марианна Вос        | Эмма Юханссон      | Эми Питерс        |          |
| 2014 | Хантал Блак         | Эми Питерс         | Роксана Кнетеманн |          |
| 2015 | Жольен Д'Ор         | Джорджа Бронцини   | Лиза Бреннауэр    |          |
| 2016 | Эмилия Фахлин       | Лотта Лепистё      | Хантал Блак       |          |
| 2017 | Лотта Лепистё       | Марианна Вос       | Леа Кирхманн      |          |
| 2018 | Марианна Вос        | Кирстен Вилд       | Лотта Лепистё     |          |
| 2019 | Марта Бастианелли   | Марианна Вос       | Лорена Вибес      |          |
| 2020 | отменено            | отменено           | отменено          | отменено |
| 2021 | отменено            | отменено           | отменено          | отменено |
| 2022 | Одри Кордон         | Пфейффер Джорджи   | Валери Деми       |          |
| 2023 | отменено            | отменено           | отменено          | отменено |